# Allium sphaerocephalon
L'all bord, all de bruixa, all de cabeça rodona, all vermell, calabruixa, cap rodó o ceba de serp (Allium sphaerocephalon), és una espècie inclosa a la família de les amaril·lidàcies. Allium sphaerocephalon va ser descrit per Carles Linnè i publicat en Species Plantarum: 297 (1753). A. sphaerocephalon és resistent a ple sol i amb inflorescències vistoses: és per això que s'usa en jardineria; el gènere Allium hi és molt usat per la seva gran varietat d'umbel·les i la fàcil reproducció per llavors i bulbs.
És una herba perenne amb les flors d'un vermell cridaner. Amb una olor intensa a all de la tija i bulbs. Aquesta planta d'entre 40 i 80 cm prolifera en terres de cultiu, camins i pastures.Es caracteritza per l'aparició d'altres bulbs que engrosseixen la part basal de la tija. La tija és buida (fistulosa), cilíndrica i no sempre erecta, sinó que es pot prostrar.
La floració se'n produeix entre abril i juny amb una inflorescència en umbel·la simple, extrema, sense bulbils i que pot arribar a fer fins a 8 cm de diàmetre; del tàlem parteixen més d'una vintena de radis o pedicels de diferent mida, per prendre aquesta forma oval que té la umbel·la. La flor amb pètals allargats i ovats és aquillada, lanceolada, gairebé és tancada i se'n poden distingir com sobresurten els estams. El fruit es presenta en càpsula.

## Galeria

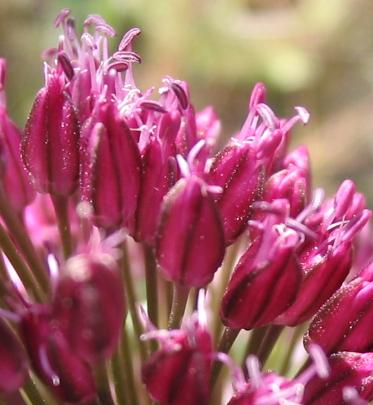
Detall de la inflorescència
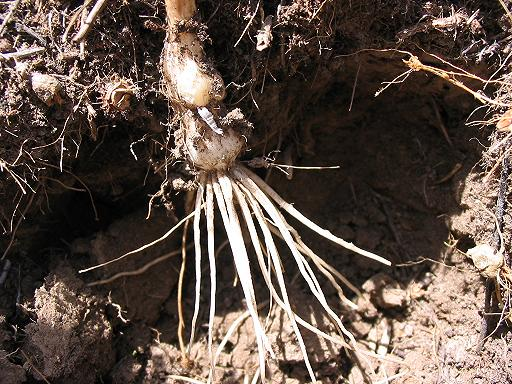
Bulbs
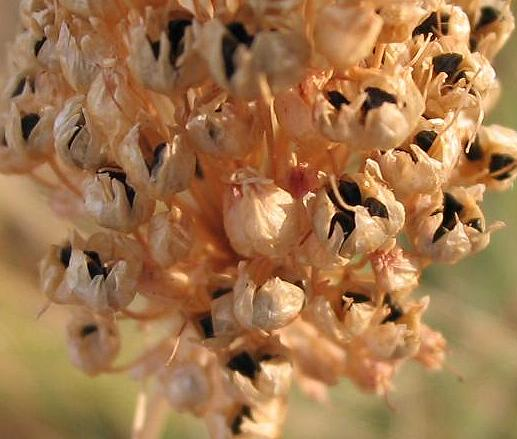
Detall de les llavors